# Хисаши Като
Хисаши Като (јап. 加藤 久; 24. април 1956) бивши је јапански фудбалер.

## Каријера
Током каријере је играо за Верди Кавасаки и Шимицу С-Пулс.

## Репрезентација
За репрезентацију Јапана дебитовао је 1978. године. За тај тим је одиграо 61 утакмица и постигао 6 голова.

## Статистика
| Јапан  | Јапан   | Јапан  |
| Година | Наступи | Голови |
| ------ | ------- | ------ |
| 1978.  | 5       | 1      |
| 1979.  | 0       | 0      |
| 1980.  | 3       | 0      |
| 1981.  | 8       | 1      |
| 1982.  | 8       | 0      |
| 1983.  | 7       | 1      |
| 1984.  | 6       | 1      |
| 1985.  | 8       | 0      |
| 1986.  | 5       | 0      |
| 1987.  | 11      | 2      |
| Укупно | 61      | 6      |